# Numicia hulstaerti
Numicia hulstaerti är en insektsart som beskrevs av Synave 1962. Numicia hulstaerti ingår i släktet Numicia och familjen Tropiduchidae. Inga underarter finns listade i Catalogue of Life.